# Evangelista Torricelli
Evangelista Torricelli (ur. 15 października 1608 w Faenzy, zm. 25 października 1647 we Florencji) – włoski fizyk i matematyk, kontynuator dzieła Galileusza. Znany z badań nad ciśnieniem atmosferycznym i nad paradoksalnymi właściwościami całek zastosowanych do figur nieskończonych.

## Życie
Jako młody chłopak Torricelli został oddany pod naukową opiekę wuja, który był mnichem w zakonie kamedułów. Dzięki jego staraniom wyjechał w 1627 roku do Rzymu studiować nauki pod kierunkiem benedyktyna Benedykta Castellego, profesora matematyki w tamtejszym Collegio di Sapienza.
Za pośrednictwem Castellego nawiązał kontakt z Galileuszem i przeniósł się do Florencji, gdzie przez trzy ostatnie miesiące życia wielkiego uczonego pełnił rolę jego sekretarza.
Po śmierci Galileusza, Torricelli został nadwornym matematykiem księcia Florencji i profesorem matematyki na tamtejszej akademii.

## Badania naukowe

### Fizyka i technika
Studia nad traktatem Galileusza Discorsi e dimostrazioni matematiche intorno a due nuove scienze (Dialogi i dowodzenia matematyczne z zakresu nowych umiejętności) nasunęły mu pomysł udoskonalenia wielu przedstawionych tam urządzeń – Swoje koncepcje zebrał i opisał w księdze De motu (O ruchu), wydanej razem z jego Opera geometrica (Dzieła matematyczne) w 1644.
W roku 1643 przeprowadził doświadczenie z zatopioną na jednym końcu rurką zanurzoną w rtęci, które stało się podstawą do skonstruowania barometru rtęciowego. Przeprowadzenie tego doświadczenia i podanie zasady jego działania umocniło jego reputację wśród współczesnych, a jego nazwisko zapisało się trwale w historii nauki (puszka Torricellego, próżnia Torricellego). Jednostka ciśnienia tor nosi nazwę dla upamiętnienia jego zasług.
Torricelli podał też wzór na prędkość wypływu cieczy z naczynia pod wpływem ciśnienia – zwany prawem Torricellego lub wzorem Torricellego.

### Matematyka
Torricelli odkrył również figurę zwaną rogiem Gabriela. Figura ta ma skończoną objętość, natomiast jej powierzchnia boczna jest nieskończona – co oznacza, że do pomalowania rogu z zewnątrz potrzeba nieskończonej ilości farby. Jednak w puszce mieści się tylko jej skończona ilość... Ten paradoks był w owych czasach trudny do wyjaśnienia (sam Torricelli sprawdzał swe obliczenia wielokrotnie) i wywołał zaciekłe dyskusje na temat „natury nieskończoności”, w których uczestniczył między innymi Thomas Hobbes.

## Upamiętnienie
Nazwisko Torricelliego upamiętnione zostało w nazwie naukowej rodzaju roślin Torricellia z rodziny Torricelliaceae.